# Солнцевский район (Москва)
Со́лнцевский райо́н Москвы — район Москвы, существовавший с 1984 по 1991 год, полностью находившийся за МКАД.
Район получил общероссийскую известность благодаря тому, что является родиной самой известной в России организованной преступной группы, одноимённой с районом.

## История
Район был образован 10 мая 1984 года, когда в состав Москвы были включены город Солнцево, рабочие посёлки Западный и Мещёрский, дачные посёлки Переделкино и Чоботы, посёлки Здоровый Отдых, Лазёнки и Лукино, деревни Орлово, Суково, Терёшково и Федосьино с территорией общей площадью 1,8 тыс. га.
Население района по переписи 1989 года составило 98 091 человек
В 1991 году система административного деления Москвы была изменена: были образованы административные и муниципальные округа. Территория Солнцевского района вошла в состав Западного административного округа Москвы и была поделена между муниципальными округами Солнцево и Ново-Переделкино. В 1995 году муниципальные округа получили статус районов Москвы